# Luigi Moretti (Erzbischof)

Erzbischofswappen von Luigi Moretti

Luigi Moretti (* 7. Februar 1949 in Cittareale, Provinz Rieti, Italien) ist ein italienischer Geistlicher und emeritierter römisch-katholischer Erzbischof von Salerno-Campagna-Acerno.

## Leben
1960 trat Moretti in das Römische Knabenseminar ein und erwarb dort 1968 die klassische Matura. Anschließend wurde er Alumne des Päpstlichen Römischen Priesterseminars und begann ein Studium der Katholischen Theologie und Philosophie an der Päpstlichen Lateranuniversität, das er mit dem Bakkalaureat in Philosophie abschloss. Zudem erwarb er ein Lizentiat in Moraltheologie an der Päpstlichen Akademie Alfonsiana.
Am 30. November 1974 spendete ihm Kardinalvikar Ugo Poletti die Priesterweihe. Anschließend war er bis 1978 Assistent am Päpstlichen Römischen Priesterseminar und lehrte von 1976 bis 1980 Moraltheologie an der Päpstlichen Theologischen Fakultät St. Bonaventura und dem Institut Regina Mundi.
Papst Johannes Paul II. ernannte ihn am 3. Juli 1998 zum Titularbischof von Mopta und zum Weihbischof in Rom. Die Bischofsweihe spendete ihm Kardinalvikar Camillo Ruini am 12. September desselben Jahres; Mitkonsekratoren waren die Weihbischöfe Cesare Nosiglia und Clemente Riva IC. Als Wahlspruch wählte er Christus liberabit nos. Am 17. Oktober 2003 erhob ihn Johannes Paul II. pro hac vice in den Rang eines Titularerzbischofs und zum Vizegerent von Rom.
Papst Benedikt XVI. ernannte ihn am 10. Juni 2010 zum Erzbischof von Salerno-Campagna-Acerno. Die feierliche Amtseinführung (Inthronisation) fand am 12. September desselben Jahres statt.
Papst Franziskus nahm am 4. Mai 2019 seinen vorzeitigen Rücktritt an.